# Hôn nhân cùng giới ở Massachusetts
Hôn nhân cùng giới đã hợp pháp tại tiểu bang Massachusetts kể từ ngày 17 tháng 5 năm 2004, là kết quả của phán quyết của Tòa án Tối cao Massachusetts (SJC) tại Goodridge v. Phòng Y tế công cộng rằng nó vi hiến theo Hiến pháp Massachusetts chỉ cho phép các cặp đôi khác giới kết hôn. Massachusetts trở thành quyền tài phán thứ sáu trên thế giới (sau Hà Lan, Bỉ, Ontario, British Columbia và Québec) để hợp pháp hóa hôn nhân cùng giới. Đây là tiểu bang đầu tiên của Hoa Kỳ cấp giấy phép kết hôn cho các cặp cùng giới.